# Le Grand Échiquier
Le Grand Échiquier és un programa de televisió de varietats francès creat i presentat per Jacques Chancel. Es va emetre a les 20 h 30 a la primera cadena de l'ORTF des del 12 de gener al 12 de juliol de 1972, després a la segona cadena de l'ORTF de setembre de 1972 a desembre de 1974, després a Antenne 2 de gener de 1975 al 21 de desembre de 1989. El programa es va tornar a emetre a France 2 el 20 de desembre de 2018 i és animat per Anne-Sophie Lapix.

## Història
Le Grand Échiquier va succeir Grand Amphi creat el 17 d'abril de 1971 per Jacques Chancel i que es va acabar el 2 de gener de 1972. El primer número de Grand Échiquier fou emès el 12 de gener de 1972 a les 20h30 a la primera cadena de l'ORTF des de l'estudi 12 des Buttes-Chaumont i tenia com a convidat Yves Montand, estrella aquell any de quatre pel·lícules com César et Rosalie de Claude Sautet i État de siège de Costa-Gavras.
L'emissió, que inicialment no superava els tretze números, va durar finalment divuit anys, amb una apoteosi final el dijous 21 de desembre de 1989, amb el baix baríton baix convidat Ruggero Raimondi.

## Principi de l'emissió
Le Grand Échiquier barreja cultura i entreteniment. El programa, que mostra les arts escèniques, la política o la ciència, consta d'una orquestra, recitals, varietat, debat i humor.

## Le Grand Échiquierpresentat per Jacques Chancel (1972-1989)
L'emissió es va desenvolupar en directe i en públic des de l'estudi 12, després des de l'estudi 15 de Buttes-Chaumont i durava tot el vespre durant un període d'unes tres hores, l'espectacle dedicat a la Comédie-Française va durar cinc hores i mitja. S'organitzava al voltant d'un convidat de prestigi i es van alternar actuacions del convidat principal, entrevistes amb el mateix convidat dirigides per Jacques Chancel, aparicions d'artistes propers, petits reportatges a l'aire lliure, discussions informals, fins i tot íntimes, i oferia dúplex amb Nova York o Barcelona. Le Grand Échiquier volia obrir-se als altres i donar a conèixer la "gran música" del cercle dels melòmans i iniciats de la música. Amb aquesta finalitat, hi havia una orquestra simfònica formada per 140 músics per acompanyar l'artista.
Els convidats eren generalment artistes consagrats, capaços de servir com a tema comú per a un programa de tres hores, com ara Léo Ferré, Angelo Branduardi, Herbert Pagani, Arthur Rubinstein, Lorin Maazel, Lino Ventura, Maurice André, Alain Delon, Herbert von Karajan, Pia Colombo (uns mesos abans de la seva mort), Tino Rossi i Jean-Marc Savelli, Luciano Pavarotti, Ray Charles, Isabelle Adjani, Charles Trenet, Alain Prost, François Truffaut o Bernard Hinault. L'autopromoció era absent, però el programa estava obert a celebritats, així com a joves talents, músics, cantants, pintors, escriptors, filòsofs, historiadors i científics.
Els decorats eren exigents (el mateix Herbert Pagani va pintar els gegantins llenços del seu espectacle) i els temes abordats sense tabús. La durada del programa i l'elecció dels convidats podrien de vegades desconcertar i desviar el públic en general del Grand Échiquier.
A finals del 1988, Jacques Chancel pensa finalitzar l'espectacle però la direcció d'Antenne 2 li aconsella continuar. El darrer número va tenir lloc finalment el 21 de desembre de 1989.
Els crèdits de l'espectacle es componen de peces d'escacs que desfilen, amb una música extreta del Carmina Burana.

## L'Échiquier de la nuit(1996)
El 28 de desembre de 1996, France 3 va programar L'Échiquier de la nuit, a la segona part del vespre. Si reeixia, el programa estava programat per tornar al ritme trimestral. En resum, seguint el model del programa original, Jacques Chancel va retrobar especialment Juliette Gréco, Jérôme Savary, Ruggero Raimondi, Michel Legrand o l'Orquestra nacional de França. Aquesta prova no tenia dret a una continuació.

## Le Grand Échiquier, l'émission hommage(2015)
Després de la mort de Jacques Chancel (el 23 de desembre de 2014 als 86 anys), France 2 decideix refer el programa de culte per a un espectacle, en homenatge al presentador.
El programa es transmet divendres 23 de gener de 2015 a les 22:45. Aquest número excepcional és presentat per Frédéric Taddeï.
Les artistes presents són Natalie Dessay, Julien Clerc, Juliette Gréco, Christophe Dechavanne, Oxmo Puccino, Alain Souchon, Laurent Voulzy, Francis Huster, Bernard Pivot, Irma, Barbara Hendricks, André Manoukian, Nicolas Bedos i Renaud Capuçon. L'emissió fou vista per 1.143.000 espectadors, e, 13,4 % de l'audiència
France 2 estava pensant des de feia mesos en el retorn de l'emissió per celebrar els seus 40 anys. La mort del seu animador culte va precipitar les coses.

## Le Grand Échiquier, présenté par Anne-Sophie Lapix (2018)

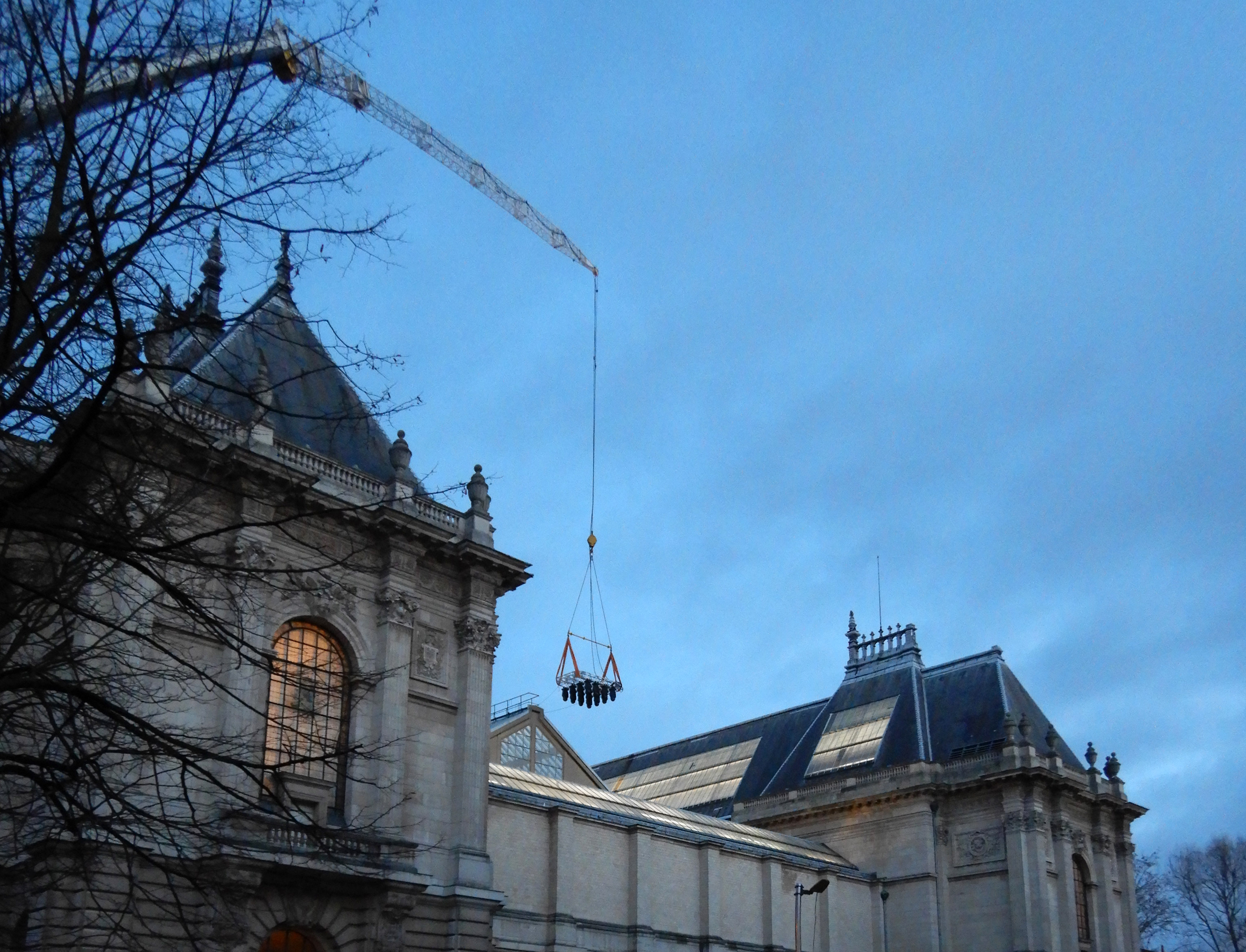
Preparatius per a la tornada de la nova versió de Le Grand Échiquier, al Palau de Belles Arts de Lille

El setembre de 2018, la direcció de France 2 anuncia que Anne-Sophie Lapix és escollida per presentar la nova temporada de l'espectacle  Le Grand Échiquier , mentre que Stéphane Bern o Laurent Delahousse han sol·licitat presentar el programa.
Durant més d'una setmana, els preparatius a Lille han mobilitzat nombrosos tècnics i vehicles (incloent una gran grua telescòpica per penjar projectors a sobre del Museu); el dia del rodatge el museu estava tancat al públic, com també ho era un carrer adjacent. Aquest primer número va tenir lloc el 20 de desembre de 2018 de 21:000 a 23:50 al Palais des Beaux-Arts de Lille, i tenia com a convidats el tenor Roberto Alagna, la soprano Aleksandra Kurzak, l'actor Daniel Auteuil i l'antiga ballarina estrella Aurélie Dupont. Aquest nou espectacle va aplegar 2,02 milions de telespectadors, un 10,5|% de l'audiència.
| Cadena   | Data de difusió               | Hora de difusió | Convidat                                                                                     | Audiència mitjana        | Audiència mitjana | Referències |
| Cadena   | Data de difusió               | Hora de difusió | Convidat                                                                                     | Nombre de telespectadors | PDM               | Referències |
| -------- | ----------------------------- | --------------- | -------------------------------------------------------------------------------------------- | ------------------------ | ----------------- | ----------- |
| France 2 | dijous 20 de desembre de 2018 | 21:00           | Daniel Auteuil, Vanessa Paradis, Roberto Alagna, Aleksandra Kurzak, Aurélie Dupont, Brigitte | 2 020 000                | 10.5 %            | [ 12 ]      |